# Jüdischer Friedhof (Janów)

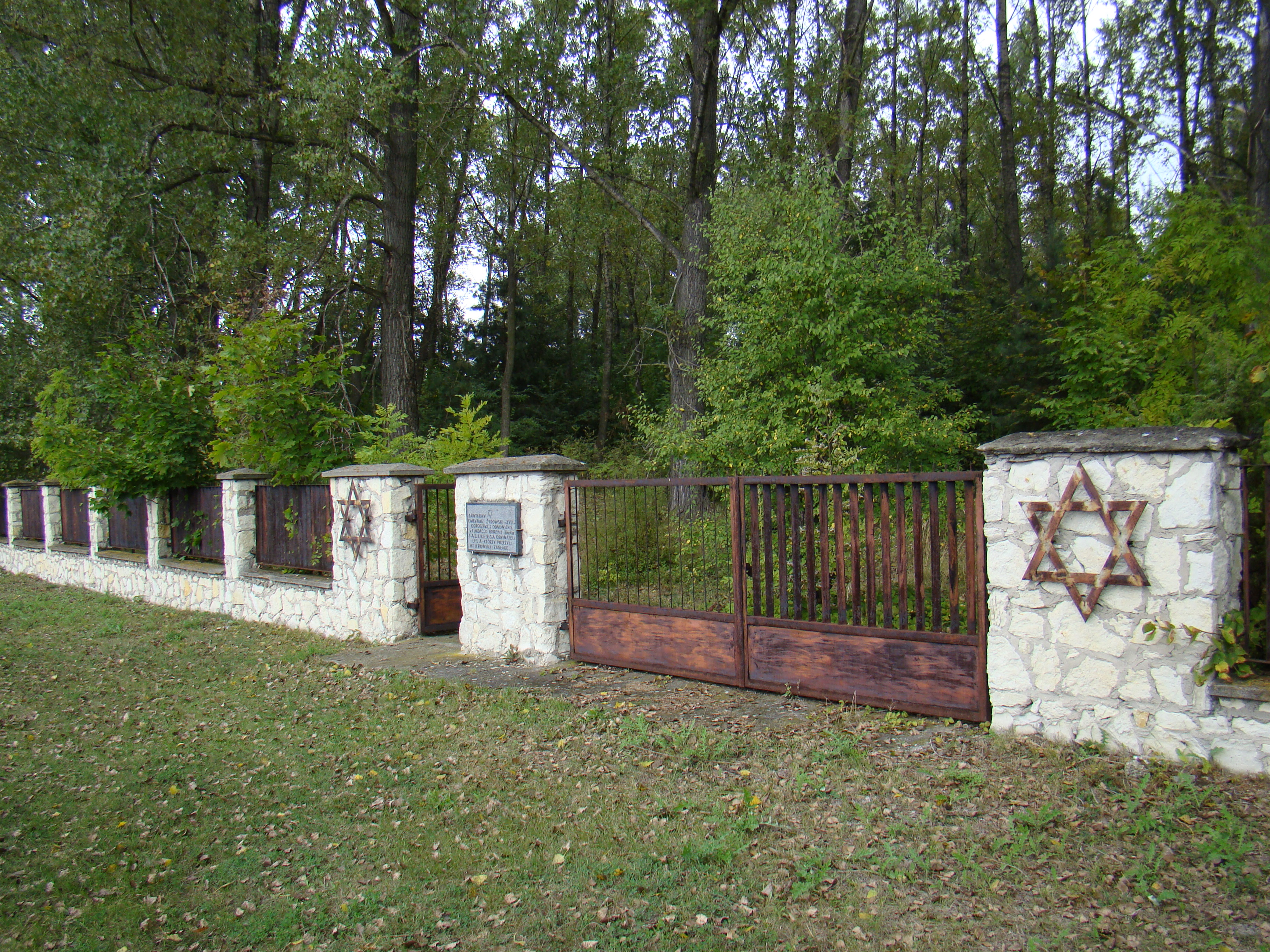
Eingang zum jüdischen Friedhof in Janów

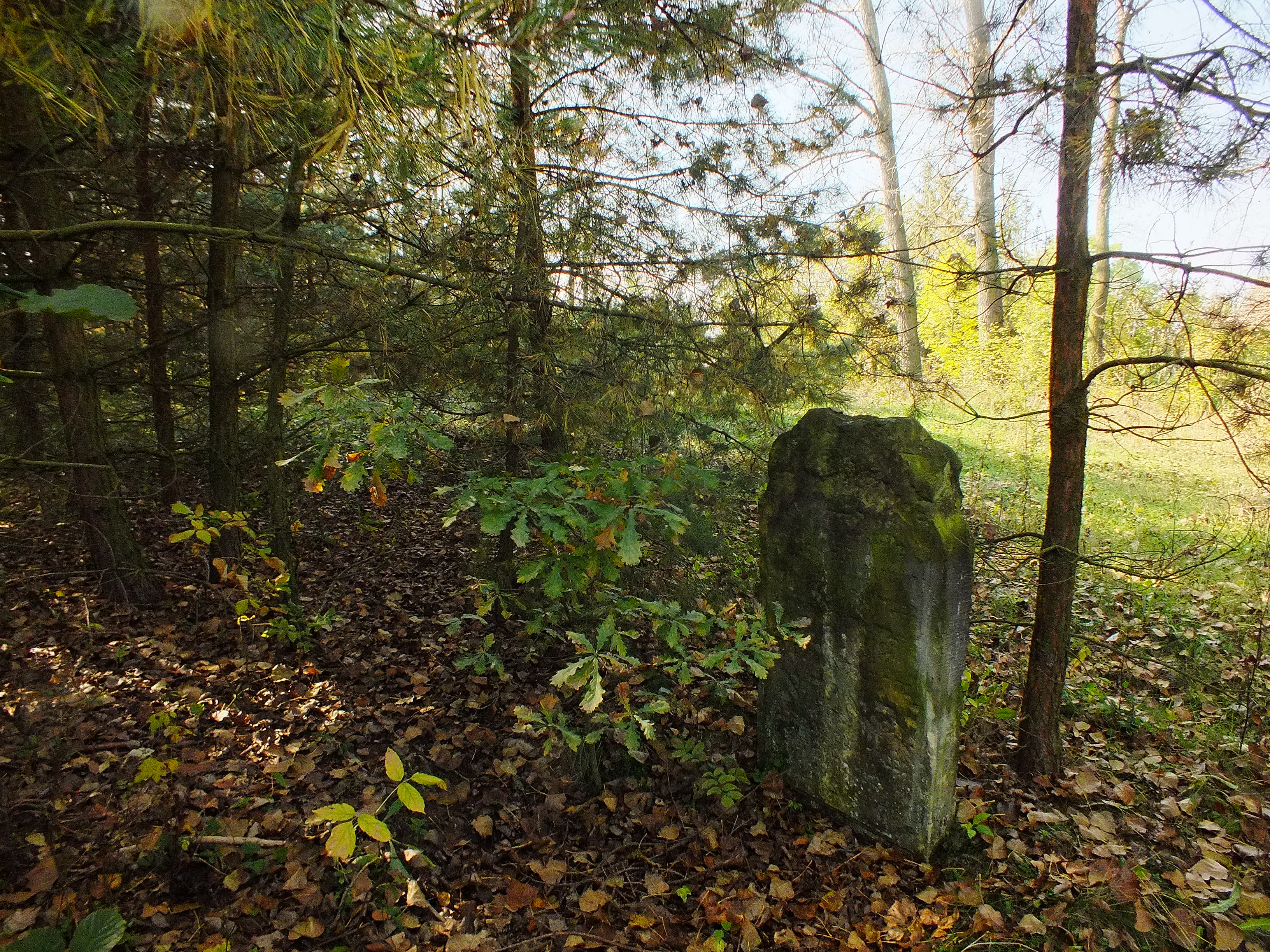
Ansicht des Friedhofs

Der Jüdische Friedhof in Janów, einer Gemeinde in der Woiwodschaft Schlesien in Polen, wurde im 18. Jahrhundert angelegt. Der jüdische Friedhof an der Kościuszki-Straße ist ein geschütztes Kulturdenkmal. 
Der Friedhof wurde von deutschen Besatzern im Zweiten Weltkrieg verwüstet. Auf dem Friedhof befinden sich heute noch zehn Grabsteine.